# Hangaku Gozen
Hangaku Gozen (坂額御前 (Phản Ngạch Ngự Tiền)) là một nữ chiến binh samurai, một trong số ít nữ chiến binh thường được biết đến trong lịch sử hoặc văn học cổ điển Nhật Bản.

## Thuở hàn vi
Bà sống vào khoảng cuối thời Heian và đầu thời Kamakura. Bà còn có tên gọi khác là Hangaku (板額 hoặc 飯角 (Bản Ngạch hoặc Phạn Giác)). Bà là con gái của một samurai tên là Jō Sukekuni (城資国 (Thành Tư Quốc)), và có anh chị em là Jō Sukenaga (城資永 (Thành Tư Vĩnh)) và Jō Nagamochi (城長茂 (Thành Trường Mậu)) (hoặc Sukemochi (助茂 (Trợ Mậu))).

## Binh nghiệp và bị bắt
Năm 1180–1185, Tomoe Gozen đã chiến đấu trong cuộc chiến tranh Genpei bên cạnh những nam chiến binh.
Dòng họ Jō xuất thân là những samurai, đồng minh của nhà Taira, ở tỉnh Echigo (nay là Niigata). Tuy thiện chiến và dũng mãnh nhưng họ không thoát khỏi bại trận trong chiến tranh Genpei, và mất phần lớn sức mạnh của mình. Năm 1201, cùng với người cháu trai Jō Sukemori (城資盛 Thành Tư Thịnh), bà tình nguyện lập một đội quân để hưởng ứng nỗ lực của Sukemoto (cuộc dấy loạn Kennin) nhằm lật đổ Mạc phủ Kamakura. Hangaku và Sukenaga chiếm một vị trí phòng thủ tại một pháo đài ở Tossakayama trước sự tấn công của Sasaki Moritsuna (佐々木盛綱 Tá Tá Mộc Thịnh Cương). Hangaku đứng ra chỉ huy 3.000 binh sĩ lập tuyến phòng thủ chống lại một đội quân gồm 10.000 binh sĩ trung thành với nhà Hōjō.
Cuối cùng, bà bị quân địch bắn trọng thương và bắt sống; phòng tuyến này sau đó cũng sụp đổ theo. Hangaku được đưa đến Kamakura. Khi bà bị binh lính trói lại đem ra trình diện trước mặt shōgun Minamoto no Yoriie, bà tình cờ gặp được Asari Yoshitō (浅利義遠 Thiển Lợi Nghĩa Viễn), một samurai xuất thân từ xứ Kai–nhà Genji, cảm động trước khí phách hiên ngang không kém gì nam giới, shōgun đã cho phép bà thành thân với Asari. Theo một vài sử liệu cho biết đôi vợ chồng chọn trở về sinh sống ở xứ Kai và có với nhau một cô con gái, không rõ bà mất vào lúc nào.